# 申屠聖
申屠圣（前1世纪—前22年），西汉铁官徒起义首领，颍川郡（今河南禹州市）人。
申屠圣本是官家冶铁刑徒。汉成帝阳朔三年（前22年）六月，他领导颍川铁官徒一百八十人起义，杀死地方官吏，夺取武库兵器，自称将军，起义队伍不断扩大，短期内“经历九郡”（一说“九县”）。官军不能制，朝廷派遣丞相长史、御史中丞率兵逐捕镇压，申屠圣起义失败，他与其部众兵败被杀。